# Рафайловка
Рафа́йловка (укр. Рафайлівка) — село, относится к Антрацитовскому району Луганской области Украины. Под контролем самопровозглашённой Луганской Народной Республики.

## География
Около села находится исток реки под названием Юськина. Соседние населённые пункты: город Антрацит на западе, сёла Ильинка, Леськино ниже по течению Юськиной на юге, посёлки Кошары, Лозы, Пролетарский и Новоукраинка на востоке, сёла Чапаевка, Красный Колос, посёлки Ясеновский на севере, Щётово и Каменное на северо-западе.

## Население
Население по переписи 2001 года составляло 1117 человек.

## Общие сведения
Почтовый индекс — 94682. Телефонный код — 6431. Занимает площадь 1,671 км². Код КОАТУУ — 4420385501.

## Местный совет
94682, Луганская обл., Антрацитовский р-н, с. Рафайловка, ул. Подлесная, 27а